# Povitno, Horodok
Povitno (în ucraineană Повітно) este localitatea de reședință a comunei Povitno din raionul Horodok, regiunea Liov, Ucraina.

## Demografie
Componența lingvistică a localității Povitno
     Ucraineană (99,32%)
     Alte limbi (0,68%)
Conform recensământului din 2001, majoritatea populației localității Povitno era vorbitoare de ucraineană (99,32%), existând în minoritate și vorbitori de alte limbi.